# Llobàs
Llobàs (Llobàs (Lobisón) en español) es una película española de habla catalana de drama de 2023, dirigida por Pau Calpe Rufat, quien la coescribió junto a Nati Escobar Gutiérrez. Está basada en la novela Lobisón de Ginés Sánchez. Está protagonizada por León Martínez, Pol López y María Rodríguez Soto. Tuvo su estreno mundial el 8 de octubre de 2023 en el Festival de Cine Internacional de Varsovia, y luego se estrenó en cines españoles el 17 de julio de 2024, con distribución de Alfa Pictures.

## Reparto
- León Martínez como Adrià
- Pol López como Ramón
- María Rodríguez Soto como Tona

## Producción
El 31 de octubre de 2022, se confirmó que el rodaje de la película Llobàs había comenzado bajo la dirección de Pau Calpe Rufat, con León Martínez, Pol López y María Rodríguez Soto como protagonistas durando cuatro semanas. Entre las localizaciones del rodaje se incluyen La Sénia, el Delta del Ebro, Bel y Benicarló.

## Lanzamiento y marketing
El 21 de septiembre de 2023, se anunció que Llobàs tendría su estreno mundial en el Festival de Cine Internacional de Varsovia el 8 de octubre de 2023. La película tuvo su estreno en España en el D'A Film Festival en abril de 2024. El 9 de abril de 2024, Alfa Pictures lanzó el tráiler de la película y anunció que la estrenaría en cines de forma comercial en julio de ese año. El 4 de julio de 2024, se concretó que la película se estrenaría en cines el 17 de julio de 2024.